# 莫洛拉克·阿基诺森
莫洛拉克·阿基诺森（英語：Morolake Akinosun，1994年5月17日—）是一名参加里约热内卢的2016年夏季奥林匹克运动会的美国短跑运动员。她也在多伦多的2015年泛美运动会上赢得4×100米接力金牌。